# بیسائو
بیسائو (به لاتین: Bissau) پایتخت کشور گینه بیسائو است.

## ریشه‌شناسی
عبارت بیسائو برگرفته از نام itchassu است، که به معنی «شجاع» است، به عقیده صاحبنظران این نام احتمالاً در اشاره به «جگوار»، حیوان بومی منطقه است.

## تاریخچه
این شهر در سال ۱۶۸۷ توسط پرتغال به عنوان یک بندر مستحکم و مرکز خرید تأسیس شد. در سال ۱۹۴۲، پایتخت از گینه پرتغالی به گینه‌بیسائو منتقل شد. این شهر پس از اعلام استقلال توسط شبه نظامیان ضد استعماری، در سال ۱۹۷۳، به عنوان پایتخت مناطق شورشی اداره شد، در حالی که گینه‌بیسائو پایتخت مستعمراتی باقی ماند. هنگامی که پرتغال استقلال یافت، پس از کودتای نظامی ۲۵ آوریل در لیسبون، گینه‌بیسائو به پایتخت دولت مستقل جدید تبدیل شد. گینه‌بیسائو صحنه نبرد شدید در آغاز و پایان جنگ داخلی گینه‌بیسائو در ۱۹۹۸ و ۱۹۹۹ بود.

## جمعیت
در سرشماری سال ۱۹۷۹، بیسائو ۱۰۹٬۲۱۴ نفر جمعیت داشت. تا سال ۲۰۱۵، بیسائو ۴۹۲٬۰۰۴ نفر جمعیت داشته‌است.

## اقتصاد
این بزرگ‌ترین شهر گینه بیسائو است که، بندر اصلی، آموزشی، اجرایی، صنعتی و نظامی است. بادام‌زمینی، سخت‌چوب، مغز نارگیل، روغن خرما، محصولات لبنی، و لاستیک محصولات اصلی این شهر هستند. بیسائو همچنین شهر اصلی صنعت ماهیگیری و کشاورزی در گینه بیسائو است.

## خواهرخوانده
شهرهای تایپه، آگوئدا، داکار، لیسبون، پرایا، چونگ‌کینگ، آنکارا و سینترا خواهرخوانده‌های بیسائو هستند.

## نگارخانه

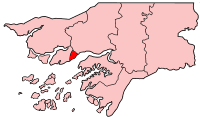
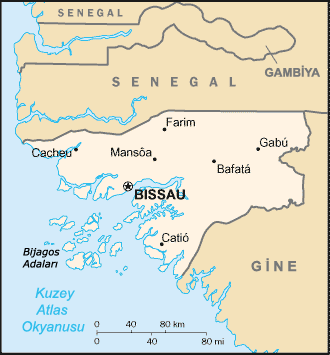